# Боженцин (Малопольське воєводство)
Боженцин (пол. Borzęcin) — село в Польщі, у гміні Боженцин Бжеського повіту Малопольського воєводства.
Населення — 4293 особи (2011).
У 1975—1998 роках село належало до Тарновського воєводства.

## Демографія
Демографічна структура станом на 31 березня 2011 року:
|          | Загалом | Допрацездатний вік | Працездатний вік | Постпрацездатний вік |
| -------- | ------- | ------------------ | ---------------- | -------------------- |
| Чоловіки | 2127    | 448                | 1444             | 235                  |
| Жінки    | 2166    | 470                | 1174             | 522                  |
| Разом    | 4293    | 918                | 2618             | 757                  |

## Уродженці
- Емілія Пенькош-Гинек (1930—2019) — Праведник народів світу.